# Сен-Жорж-де-л'Ояпок
Сен-Жорж-де-л'Ояпок (фр. Saint-Georges-de-l'Oyapock) — муніципалітет у Франції, в заморському департаменті Гвіана. Населення — 4505 осіб (01.01.2021).

## Географія
Муніципалітет розташований на відстані близько 7400 км на південний захід від Парижа, за 135 км на південний схід від Каєнни, на лівому березі річки Ояпок, на кордоні Французької Гвіани з Бразилією.

### Клімат
Місто знаходиться у зоні, котра характеризується вологим тропічним кліматом. Найтепліший місяць — серпень із середньою температурою 25.6 °C (78 °F). Найхолодніший місяць — січень, із середньою температурою 25 °С (77 °F).
| Клімат Сен-Жоржа-де-л'Ояпок | Клімат Сен-Жоржа-де-л'Ояпок | Клімат Сен-Жоржа-де-л'Ояпок | Клімат Сен-Жоржа-де-л'Ояпок | Клімат Сен-Жоржа-де-л'Ояпок | Клімат Сен-Жоржа-де-л'Ояпок | Клімат Сен-Жоржа-де-л'Ояпок | Клімат Сен-Жоржа-де-л'Ояпок | Клімат Сен-Жоржа-де-л'Ояпок | Клімат Сен-Жоржа-де-л'Ояпок | Клімат Сен-Жоржа-де-л'Ояпок | Клімат Сен-Жоржа-де-л'Ояпок | Клімат Сен-Жоржа-де-л'Ояпок | Клімат Сен-Жоржа-де-л'Ояпок |
| Показник                    | Січ.                        | Лют.                        | Бер.                        | Квіт.                       | Трав.                       | Черв.                       | Лип.                        | Серп.                       | Вер.                        | Жовт.                       | Лист.                       | Груд.                       | Рік                         |
| Середня температура, °C     | 25                          | 25                          | 25                          | 25                          | 25                          | 25                          | 25                          | 26                          | 26                          | 26                          | 26                          | 25                          | 25                          |
| Норма опадів, мм            | 426                         | 353                         | 388                         | 440                         | 538                         | 376                         | 210                         | 119                         | 70                          | 64                          | 140                         | 346                         | 3468                        |
| --------------------------- | --------------------------- | --------------------------- | --------------------------- | --------------------------- | --------------------------- | --------------------------- | --------------------------- | --------------------------- | --------------------------- | --------------------------- | --------------------------- | --------------------------- | --------------------------- |
| Джерело: Weatherbase        |                             |                             |                             |                             |                             |                             |                             |                             |                             |                             |                             |                             |                             |

## Історія
Комуна заснована у другій половині XIX ст., імовірно в 1852—1853 роках.

## Демографія
Динаміка населення (INSEE ):

## Економіка

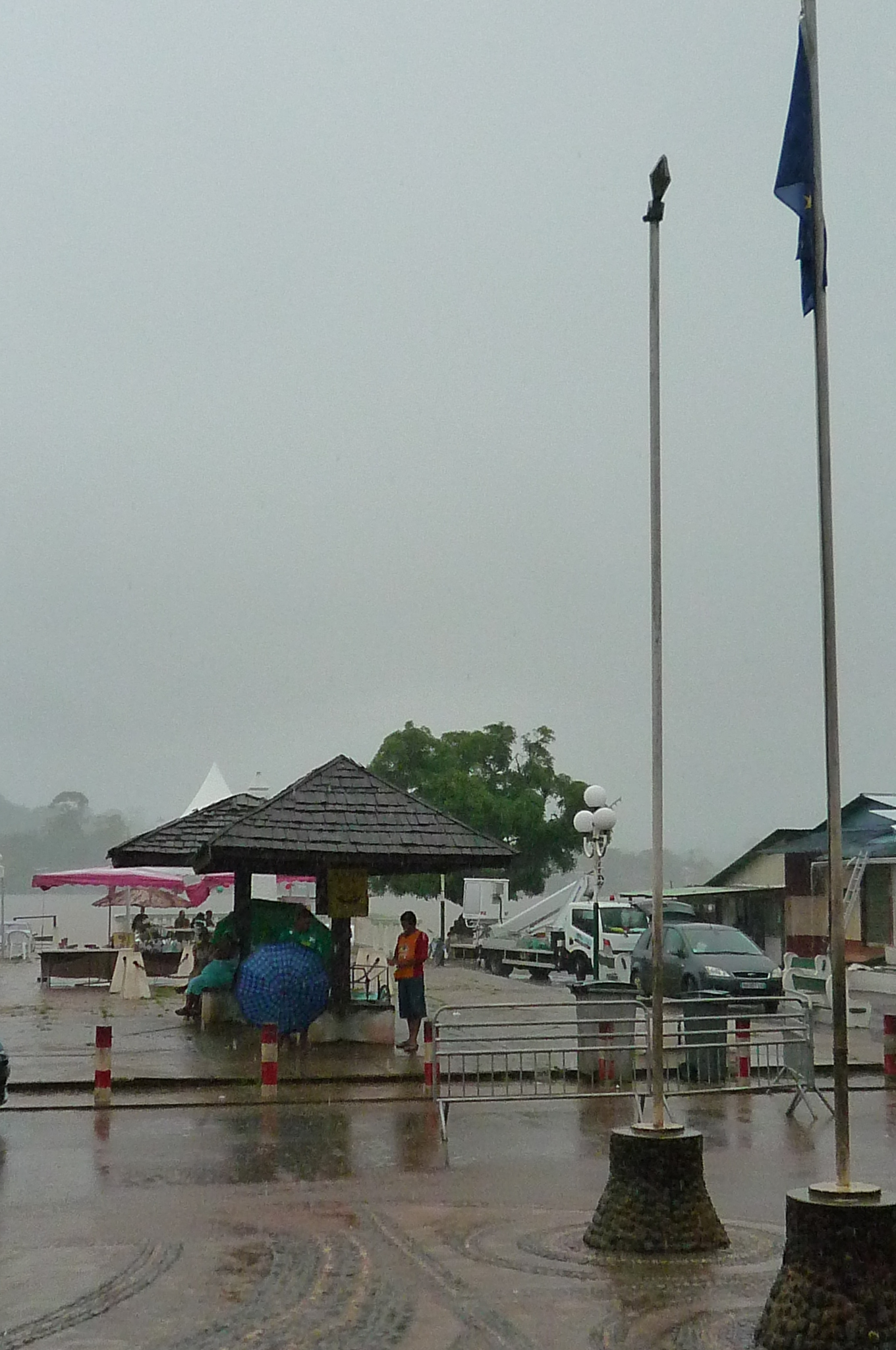
Ринкова площа

2010 року серед 2209 осіб працездатного віку (15—64 років) 1373 були активними, 836 — неактивними (показник активності 62,2%, у 1999 році було 59,4%). З 1373 активних мешканців працювало 568 осіб (359 чоловіків та 209 жінок), безробітними було 805 (386 чоловіків та 419 жінок). Серед 836 неактивних 250 осіб було учнями чи студентами, 24 — пенсіонерами, 562 були неактивними з інших причин.